# Coli (település)
Coli (emilián és ligur nyelven Còr) település Olaszországban, Emilia-Romagna régióban, Piacenza megyében. Lakosainak száma 837 fő (2023. január 1.). Coli Bettola, Bobbio, Corte Brugnatella, Farini, Ferriere és Travo községekkel határos.

## Népesség
A település lakossága az elmúlt években az alábbi módon változott:
| Lakosok száma | 912  | 873  | 837  |
|               | 2017 | 2018 | 2023 |